# Їсти молитися кохати
«Їсти молитися кохати» («Їсти, молитися, кохати», англ. Eat Pray Love) — американська романтична мелодрама режисера Раяна Мерфі за однойменним романом Елізабет Ґілберт. Головну роль у фільмі виконала Джулія Робертс.

## Сюжет
У Ліз Гілберт (Джулія Робертс) було все, про що мріє сучасна жінка — чоловік, будинок, успішна кар'єра, — але вона почувається заплутаною і шукає те, чого вона дійсно хоче від життя. Ліз розлучається зі своїм чоловіком і, ризикуючи всім, щоб змінити своє життя, починає подорожувати світом, стає на шлях самопізнання. Під час мандрівок вона отримує справжнє задоволення від їжі, перебуваючи в Італії, від сили молитви в Індії, і, нарешті, кохання на Балі.
Під час своїх подорожей вона відкриває для себе задоволення від їжі в Італії, насолоджуючись пастою та морозивом протягом чотирьох місяців. Нова подруга зі Швеції знайомить її з приватним репетитором італійської мови, і вони разом святкують День подяки перед її від'їздом до Індії. Там Ліз вирушає до ашраму, де відчуває силу молитви. Додатково до масових молитовних сесій, вшановуючи свого гуру, вона миє підлогу. «Техаський Річард» тримає її на ногах і підтримує її. Коли він готовий рухатися далі, її перепризначають вітати та орієнтувати новоприбулих.
Відчуваючи себе більш зосередженою, Ліз переїжджає на Балі, Індонезія. Через рік після першої зустрічі вона знову знайомиться з Кетутом. Він дає їй різні завдання. Коли Ліз їде на велосипеді, її збиває з дороги бразилець Феліпе. Її відправляють до Ваян, цілительки і гомеопата в селі, щоб вилікувати велику рану на нозі. Там вона зустрічає бразилійку Вірменію. Вона переконує її повернутися в село того ж вечора до пляжної хатини на танці.
Там до Ліз підходить Феліпе, вибачається за те, що мало не вбив її своїм джипом. Потім Вірменія намагається звести її з молодиком Ієном, але вона не хоче ще однієї пустопорожньої інтрижки. Феліпе пропонує її підвезти. Через кілька годин він повертається з ліками від похмілля і своїм номером телефону. Вони зустрічаються, а через два тижні Ліз звертається до своїх друзів із закликом пожертвувати на майбутній будинок для Ваян, зібравши понад 18 000 доларів. Коли Феліпе робить пропозицію, вони їдуть у віддалене місце, щоб провести час разом, але через кілька днів Ліз панікує і пориває з ним.
Вирішивши, що її час там закінчився, Ліз готується до від'їзду і зупиняється, щоб попрощатися з Кетутом. Він заохочує її прийняти кохання і не тікати від нього. Вона прислухається до його поради і біжить на пристань слідом за Феліпе, де зізнається йому у своїх почуттях. Нарешті і несподівано до неї приходить внутрішній спокій і рівновага справжнього кохання.

## У головних ролях
- Джулія Робертс — Ліз Гілберт;
- Хав'єр Бардем — Феліпе;
- Джеймс Франко — Девід Пікколо;
- Річард Дженкінс — Річард;
- Віола Девіс — Делія Шираз;
- Біллі Крудап — Стівен;
- Софі Томпсон — Корела;
- Лука Арджентеро — Джованні;
- Ліза Робертс Гіллан — акторка в театральній виставі.

## Виробництво
Зйомки «Їсти, молитися, кохати» розпочалися у серпні 2009 року. Місцями стали Нью-Йорк (США), Рим і Неаполь (Італія), Делі і Патауді (Індія), Убуд і пляж Паданг-Паданг на Балі (Індонезія).
Індуїстські лідери висловили занепокоєння щодо виробництва фільму і виступили за використання духовних консультантів, щоб переконатися, що фільм точно відображає життя в ашрамі. Як Salon.com, так і The New York Post припустили, що Гурумаї Чідвіласананда був гуру, зображеним у фільмі і в книзі Елізабет Гілберт, на основі якої був знятий фільм, хоча сама Гілберт не назвала ні ашрам, ні гуру поіменно.
Двох балійських головних героїв (Кетут Лієр і Ваян) грають індонезійські актори Хаді Субіянто і Крістін Хакім відповідно.

## Саундтрек
1. "Flight Attendant" by Josh Rouse
2. "Last Tango In Paris (Suite, Part 2)" by Gato Barbieri
3. "Thank You" by Sly & the Family Stone
4. "Der Hölle Rache kocht in meinem Herzen" (from Mozart's The Magic Flute) by Wiener Philharmoniker
5. "Heart of Gold" by Neil Young
6. "Kaliyugavaradana" by U. Srinivas
7. "The Long Road" by Eddie Vedder and Nusrat Fateh Ali Khan
8. "Harvest Moon" by Neil Young
9. "Samba da Bênção" by Bebel Gilberto
10. "Wave" by João Gilberto
11. "Got to Give It Up, Part 1" by Marvin Gaye
12. "'S Wonderful" by João Gilberto
13. "Better Days" by Eddie Vedder
14. "Attraversiamo" by Dario Marianelli
15. "Dreams" by Fleetwood Mac
16. "Boyz" by M.I.A.

## Прийняття

### Касові збори
Фільм дебютував на 2-му місці після «Невиправних» із зборами $23,104,523. Це був найвищий дебют у прокаті з Робертс у головній ролі з часів «Улюбленців Америки» 2001 року [11]. За перші десять днів прокату збори зросли до 47,2 млн дол. [12]. У фільмі-конкуренті «Невідновлювані» знявся Ерік Робертс, брат Джулії Робертс, і в касових зборах вони зійшлися у протистоянні. Hollywood.com прокоментував, що «суперництво братів і сестер рідко буває настільки публічним», як у цьому випадку [13]. Фільм, знятий з бюджетом у 60 млн дол., зібрав 80 574 382 дол. у США та Канаді, а загальні збори у світі склали 204 594 016 дол.

### Реакція критиків
На сайті Rotten Tomatoes фільм має 36% схвалення на основі 210 рецензій із середньою оцінкою 5,20/10. Критичний консенсус на сайті звучить так: «Декорації приємні на вигляд, а Джулія Робертс така ж яскрава, як завжди, але без духовної та емоційної ваги книги, що надихнула її, «Їсти, молитися, кохати» занадто поверхнева стрічка, щоб викликати резонанс» [14]. На Metacritic фільм отримав 50 балів на основі рецензій 39 критиків, що означає «змішані або середні відгуки» [15]. Глядачі, опитані CinemaScore, поставили фільму оцінку B за шкалою від A до F [16].
Пітер Бредшоу з The Guardian дав фільму 1 з 5 зірок, почавши свою рецензію словами: «Сиди, дивись, стогни. Позіхати, соватися, потягуватися. Їжте Снікерс, моліться, щоб закінчився жахливий фільм про емоційне зростання Джулії Робертс, любіть той факт, що це не може тривати вічно. Здригатися, мріяти, хмуритися. Обурюватися сценарієм, обурюватися акторською грою, обурюватися бляклою тричленною структурою. Зціпити зуби, стиснути кулаки, зосередитися на сюжеті. Проблемна мандрівниця Джулія знаходить задоволення в екзотичній іноземній кухні, екзотичній іноземній релігії, сексі з екзотичним іноземцем Хав'єром Бардемом. Фільм протегує італійцям, індійцям, індонезійцям. Джулія знаходить духовність, відмовляється від щурячих перегонів, дає балійському терапевту 16 тисяч на купівлю будинку. Балійський терапевт вдячний, вдячний, смиренний. Зітхає, моргає, нюхає. Перевіряє годинник, стогне, падає» [17].
Веслі Морріс з The Boston Globe дав фільму 3 з 4 зірок, написавши: «Це романтична комедія? Чи це дівчачий фільм? Це безглуздо, оскільки, по правді кажучи, це ні те, ні інше. Це просто фільм з Джулією Робертс, часто дуже гарний» [18]. Кінокритик San Francisco Chronicle Мік ЛаСалл загалом позитивно відгукнувся про фільм і похвалив «чутливу та вишукану режисуру» Мерфі, яка «знаходить спосіб висвітлити та підсилити думки та емоції Гілберт, які є центральними в історії» [19].
Негативні рецензії з'явилися в The Chicago Reader, де Андреа Гронвалль прокоментувала, що фільм «до болю в дупі неправильний» [20], та Rolling Stone, де Пітер Треверс назвав перегляд фільму «пасткою з привілейованою особою, яка не припиняє нити, нити, нити» [21]. Гумористичний сайт Something Awful опублікував нищівну рецензію. Мартін Р. «Варґо» Шнайдер виділив кілька аспектів фільму, які він вважає абсолютно нереалістичними [22]. Політичний оглядач Морін Дауд у жовтні 2010 року назвала фільм «маячнею, що витріщається на пупок» [23].
Марк Кермод з BBC поставив фільм на 4-е місце у своєму списку найгірших фільмів року, сказавши: «Їж, молись, кохай... блювота. Фільм про те, що навчитися любити себе — це найбільша любов з усіх, хоча я думаю, що люди, які зняли цей фільм, любили себе занадто сильно» [24].

Критик Дженна Буш (Jenna Busch) написала в The Huffington Post:
«Їсти, молитися, кохати» — надзвичайно чарівна і надихаюча книга. Хоча фільм не має такого впливу, як книга, він, швидше за все, змусить вас замислитися над своїм життєвим вибором і пробачити свої недоліки. І, безумовно, змусить вас пробачити деякі недоліки фільму. Гра акторів надто фантастична, а краєвиди надто прекрасні, щоб звертати увагу на щось інше».
В італійській газеті La Repubblica журналіст Курціо Мальтезе написав:
«Скільки банальностей вміщується у фільмі тривалістю дві години двадцять хвилин? Кілька, якщо «Їсти, молитися, кохати» — це те, чим можна керуватися. Звісно, якби режисура Райана Мерфі не була такою повільною, то можна було б вмістити ще більше. Наприклад, у довгій частині, знятій у Римі, мандоліна помітно відсутня. Є злива спагеті, італійці, які весь час жестикулюють і вигукують вульгарності, переслідуючи іноземних дівчат. [...] Багато піци. Але немає мандоліни. Чому? [...] Само собою зрозуміло, що історія здивувала б нас ще більше, якби Джулія дізналася, як смачно можна поїсти в Мумбаї, як багато моляться в Індонезії і як можна закохатися навіть у Grande Raccordo Anulare, можливо, уникнувши години пік» [26].
Фільм отримав загалом негативні відгуки в італійській пресі [27][28][29].

## Мерчандайзинг
Маркетологи фільму створили понад 400 товарів, пов'язаних з фільмом [30]. Серед них були ювелірні прикраси на тему «Їж, молись, кохай» [31], парфуми [31], чай [31] машини для морозива [30], велика індонезійська лавка [32], молитовні чотки та бамбукові штори [33]. Універмаг World Market відкрив цілий відділ у всіх своїх магазинах, присвячений товарам, пов'язаним з фільмом [32].
Мережа магазинів «Home Shopping Network» транслювала 72 години поспіль програми з продукцією «Їж, молись, кохай» під час виходу фільму на екрани [30]. Рішення продавати такий широкий асортимент продукції, яка майже не була представлена у фільмі, викликало критику з боку «The Philadelphia Inquirer» [30], «The Washington Post» та «The Huffington Post» [34].

## Прем'єра
У США та Канаді фільм вийшов у прокат 13 серпня 2010 року, в Україні — 7 жовтня 2010 року.